# Herbert Tschäpe
Herbert Tschäpe (né le 15 janvier 1913 à Berlin-Schöneberg, mort le 27 novembre 1944 à la prison de Brandebourg) est un résistant allemand au nazisme.

## Biographie
Herbert Tschäpe est issu d'une famille social-démocrate. Il quitte l'école avant l'abitur pour des raisons financières, car ses parents ne peuvent pas payer les frais de scolarité supplémentaires. Il devient ouvrier du bâtiment et termine un apprentissage de menuisier. Après avoir déjà appartenu à la Jeunesse ouvrière socialiste (de) et aux Rote Falken, il rejoint la Ligue des jeunes communistes d'Allemagne et le KPD en 1930.
Tschäpe dirige le section du KJVD de Neukölln et, en tant que responsable du parti, est responsable de l'agitation et de la propagande. Après l'arrivée au pouvoir des nazis, il continue d'agir illégalement et devient directeur politique de la section du KPD de Neukölln. En décembre 1933, Tschäpe est arrêté et condamné à un an de prison. Après sa sortie de prison, Tschäpe œuvre pour un complot du KPD à Berlin-Charlottenbourg. Menacé à nouveau d'arrestation en février 1936, il émigre en Tchécoslovaquie sur les instructions du KPD, où il travaille à Prague en 1936 sous le nom de code Benno.
Au printemps 1937, Tschäpe part en Espagne, où il combat comme volontaire pendant la guerre civile espagnole dans les Brigades internationales. Il appartient d'abord au bataillon Edgar André puis devient délégué politique puis commissaire politique du bataillon Hans Beimler de la XIe Brigade internationale. En tant que mitrailleur, il est déployé sur différentes sections du front et atteint le grade de capitaine en 1938. Après la défaite des Brigades internationales, Tschäpe est interné en France en février 1939. Dans les camps d'Argelès, de Saint-Cyprien et de Gurs, il fait partie de la direction du groupe de camp KPD.
En avril 1941, il est extradé vers le Reich allemand et immédiatement arrêté par la Gestapo. Après l'arrestation, Tschäpe est affecté au camp de concentration d'Oranienbourg-Sachsenhausen. De là, il est transféré au sous-camp de Lichtenrade en 1943, d'où il peut s'échapper le 22 avril 1944 avec l'aide de sa partenaire Lisa Walter. Tschäpe se relance dans la clandestinité et devient fonctionnaire du Nationalkomitee Freies Deutschland pour le secteur des travaux publics. Il participe aux campagnes de résistance de l'organisation Saefkow-Jacob-Bästlein. En juillet 1944, Tschäpe est arrêté par la Gestapo. Il est mis en examen devant la Volksgerichtshof et par jugement du 24 octobre 1944 en raison de préparation pour haute trahison condamné à mort. La peine est exécutée fin novembre 1944, son corps est enterré au cimetière de Brandebourg.

## Commémoration
Une rue de Berlin porte son nom depuis 1973. Le bataillon des transports, devenu plus tard le bataillon de sécurité matérielle de la 8e division de fusiliers motorisés de la Nationale Volksarmee, portait également son nom.